# Isothiazool
Isothiazool is een organische verbinding met als brutoformule C3H3NS. Het is een heterocyclische aromatische verbinding die bestaat uit een vlakke vijfring met drie koolstof-, 1 stikstof- en 1 zwavelatoom. Isothiazool behoort tot de zogenaamde azolen en is een isomeer van thiazool.
Isothiazolen maken deel uit van de structuur van een aantal farmaceutische producten, zoals ziprasidon en perospiron.